# United States Air Force Plant 4
United States Air Force Plant 4 – amerykańska państwowa fabryka lotnicza będąca własnością amerykańskich sił powietrznych, administrowana przez korporację Lockheed Martin w Fort Worth w Teksasie. Zakład powstał w 1941 roku, produkcję samolotów w zakładzie podjęto w roku 1942. Obszar fabryki nosił pierwotnie nazwę Fort Worth Army Airfield, przemianowany później na Carsweel Air Force Base. Znajdująca się tu fabryka nosi oryginalną nazwę United States Air Force Plant 4. Do momentu podjęcia w fabryce produkcji F-16 Fighting Falcon, w czasie wojny i w okresie powojennym, w zakładzie wyprodukowano 3000 bombowców B-24 Liberator, B-32 Dominator, B-36 Peacemaker, B-58 Hustler oraz F-111
Od 1976 roku w administrowanej wówczas przez General Dynamics fabryce, produkowane były myśliwce wielozadaniowe F-16, a po przejęciu gałęzi lotniczej tej formy przez Lockheed Martin, także myśliwce F-22 Raptor. W związku z uruchomieniem w zakładzie produkcji i montażu końcowego samolotów wielozadaniowych F-35 Lightning II, produkcja F-16 została przeniesiona do zakładu w Greenville w Karolinie Południowej. Do tego czasu jednak, w zakładzie nr 4 w Fort Worth wyprodukowano 3620 F-16. Zakład uległ znaczącemu unowocześnieniu w przygotowaniach do produkcji F-35, która w związku z wymaganiami technologii stealth wymagała znacznego zrobotyzowania procesu produkcyjnego. Uczyniło to zakład nr 4 najnowocześniejszą aktualnie fabryką lotniczą na świecie, z linią produkcyjną o długości niemal 1600 metrów.